# 马克特哈特曼斯多夫
马克特哈特曼斯多夫是奥地利施蒂利亚州魏茨县的一个市镇。总面积29.25平方公里，总人口3000人，人口密度102.6人/平方公里（2005年）。